# Paryphoconus terminalis
Paryphoconus terminalis är en tvåvingeart som först beskrevs av Daniel William Coquillett 1904.  Paryphoconus terminalis ingår i släktet Paryphoconus och familjen svidknott. Inga underarter finns listade i Catalogue of Life.